# Chile na Zimowych Igrzyskach Olimpijskich 1988
Chile na Zimowych Igrzyskach Olimpijskich 1988 reprezentowało pięcioro  zawodników – tylko mężczyzn. Wszyscy wystartowali w narciarstwie alpejskim.
Był to dziewiąty start reprezentacji Chile na zimowych igrzyskach olimpijskich.

## Narciarstwo alpejskie
Mężczyźni
| Zawodnik             | Konkurencja   | Wyścig 1          | Wyścig 2 | Suma              | Suma    |
| Zawodnik             | Konkurencja   | Czas              | Czas     | Czas              | Miejsce |
| -------------------- | ------------- | ----------------- | -------- | ----------------- | ------- |
| Dieter Linneberg     | Zjazd         |                   |          | 2:11.16           | 42      |
| Nils Linneberg       | Zjazd         |                   |          | 2:09.83           | 41      |
| Nils Linneberg       | Supergigant   |                   |          | Nie ukończył      | –       |
| Paulo Oppliger       | Supergigant   |                   |          | 1:49.71           | 37      |
| Juan Pablo Santiagos | Supergigant   |                   |          | 1:48.74           | 33      |
| Nils Linneberg       | Slalom gigant | Nie ukończył      | –        | Nie ukończył      | –       |
| Paulo Oppliger       | Slalom gigant | 1:13.16           | 1:10.60  | 2:23.76           | 44      |
| Juan Pablo Santiagos | Slalom gigant | 1:12.69           | 1:08.78  | 2:21.47           | 40      |
| Mauricio Rotella     | Slalom gigant | 1:12.40           | 1:10.73  | 2:23.13           | 43      |
| Paulo Oppliger       | Slalom        | Zdyskwalifikowany | –        | Zdyskwalifikowany | –       |
| Mauricio Rotella     | Slalom        | Nie ukończył      | –        | Nie ukończył      | –       |
| Juan Pablo Santiagos | Slalom        | 1:00.31           | 55.51    | 1:55.82           | 25      |

Kombinacja mężczyzn
| Zawodnik             | Zjazd        | Slalom       | Slalom            | Suma              | Suma    |
| Zawodnik             | Czas         | Czas 1       | Czas 2            | Punkty            | Miejsce |
| -------------------- | ------------ | ------------ | ----------------- | ----------------- | ------- |
| Nils Linneberg       | Nie ukończył | –            | –                 | Nie ukończył      | –       |
| Juan Pablo Santiagos | 1:58.52      | 49.18        | 47.91             | 224.20            | 23      |
| Paulo Oppliger       | 1:57.65      | 51.54        | Zdyskwalifikowany | Zdyskwalifikowany | –       |
| Dieter Linneberg     | 1:55.97      | Nie ukończył | –                 | Nie ukończył      | –       |